# Crimson Hero
Crimson Hero (紅色HERO?, Beniiro Hīrō) è un manga scritto e disegnato da Mitsuba Takanashi. La serie è stata serializzata in Giappone sulla rivista Bessatsu Margaret dal 2003 al 13 gennaio 2011, e in seguito Shūeisha ne ha raccolto i capitoli in 20 volumi tankōbon. In Italia i diritti sono stati acquistati dalla Star Comics, che ha pubblicato il manga dal 13 marzo 2008 al 14 dicembre 2011.

## Trama
Nobara Sumiyoshi è una ragazza quindicenne, figlia della okami (gestrice) di un importante ryōtei (ristorante tradizionale giapponese); la madre preme perché Nobara perda le sue abitudini da maschiaccio ed impari l'arte di servire i clienti, ma lei preferirebbe invece lasciare il ruolo di giovane okami alla graziosa sorellina Soka, perché ha un'altra passione che la assorbe completamente: la pallavolo. Al passaggio dalle scuole medie alle superiori, Nobara sceglie infatti di frequentare un liceo privato noto per la sua squadra di pallavolo, l'Istituto Benino, ma nei primi giorni di scuola scopre che la madre ha usato il suo potere economico (è una finanziatrice della scuola) per sopprimere il club di pallavolo femminile. Nobara non riesce a sopportare quest'affronto e decide di andarsene da casa, trasferendosi nel dormitorio dei borsisti della squadra di pallavolo maschile: lì lavora come amministratrice e tuttofare, in compagnia dei quattro occupanti Keisuke, Yushin, Naoto e Tomonori.
Dopo un'iniziale impasse, col tempo Nobara comincia ad abituarsi alla vita nel dormitorio e ad affezionarsi ai suoi quattro coinquilini. Presto, inoltre, comincia la ricerca delle compagne per fondare un nuovo club di pallavolo, ma viene osteggiata dai compagni del club maschile; Nobara propone quindi loro una sfida a pallavolo tre contro tre, che le ragazze vincono: questo consente loro di rifondare il club femminile. Al club partecipano Nobara, le sue senpai Yui Suzushiro e Ayako Mochida e, più tardi, Rena Komizo e Kyoka Goto; l'ultimo membro sarà la star della pallavolo giovanile Tomoyo Osaka, precedentemente ritiratasi per un incidente. Quando Suzushiro conclude la scuola e lascia la squadra, verrà rimpiazzata dalla vivace Kanako Noda, interessata a Yushin proprio come Nobara.

## Volumi
| Nº | Data di prima pubblicazione | Data di prima pubblicazione | Data di prima pubblicazione |
| Nº | Giapponese                  | Giapponese                  | Italiano                    |
| -- | --------------------------- | --------------------------- | --------------------------- |
| 1  | 25 giugno 2003              | ISBN 4-08-847643-3          | 13 marzo 2008               |
| 2  | 24 ottobre 2003             | ISBN 4-08-847678-6          | 14 maggio 2008              |
| 3  | 25 marzo 2004               | ISBN 4-08-847726-X          | 15 luglio 2008              |
| 4  | 25 agosto 2004              | ISBN 4-08-847775-8          | 15 settembre 2008           |
| 5  | 24 dicembre 2004            | ISBN 4-08-847812-6          | 13 novembre 2008            |
| 6  | 25 maggio 2005              | ISBN 4-08-847857-6          | 15 gennaio 2009             |
| 7  | 25 gennaio 2006             | ISBN 4-08-846024-3          | 16 marzo 2009               |
| 8  | 25 maggio 2006              | ISBN 4-08-846060-X          | 14 maggio 2009              |
| 9  | 25 ottobre 2006             | ISBN 4-08-846106-1          | 15 luglio 2009              |
| 10 | 25 aprile 2007              | ISBN 978-4-08-846164-9      | 16 settembre 2009           |
| 11 | 24 agosto 2007              | ISBN 978-4-08-846205-9      | 18 novembre 2009            |
| 12 | 25 dicembre 2007            | ISBN 978-4-08-846248-6      | 20 gennaio 2010             |
| 13 | 23 maggio 2008              | ISBN 978-4-08-846296-7      | 17 marzo 2010               |
| 14 | 25 settembre 2008           | ISBN 978-4-08-846334-6      | 19 maggio 2010              |
| 15 | 24 aprile 2009              | ISBN 978-4-08-846400-8      | 15 luglio 2010              |
| 16 | 25 agosto 2009              | ISBN 978-4-08-846434-3      | 16 settembre 2010           |
| 17 | 25 febbraio 2010            | ISBN 978-4-08-846497-8      | 17 novembre 2010            |
| 18 | 23 luglio 2010              | ISBN 978-4-08-846551-7      | 17 gennaio 2011             |
| 19 | 25 febbraio 2011            | ISBN 978-4-08-846626-2      | 14 luglio 2011              |
| 20 | 24 giugno 2011              | ISBN 978-4-08-846666-8      | 14 dicembre 2011            |